# Pride and Prejudice and Zombies
Pride and Prejudice and Zombies (Brasil: Orgulho e Preconceito e Zumbis / Portugal: Orgulho e Preconceito e Zombies) é um livro de autoria creditada a Jane Austen e Seth Grahame-Smith, publicado pela Quirk Books. Trata-se de uma das primeiras obras do gênero mash-up classic ("clássico mistureba" numa possível tradução): a trama original de Jane Austen para Orgulho e Preconceito acrescida de mortos-vivos, com algumas adaptações (a principal é que heroína Elizabeth Bennet é mestra em artes marciais e no uso das mais diferentes armas).
O livro alcançou o terceiro lugar na lista dos mais vendidos do New York Times. Foi publicado no Brasil pela Editora Intrínseca e a tradução é de Luiz Antonio Aguiar, com adaptação de Glenda Rubinstein. Obra com 320 páginas.
A Quirk Books, embalada pelo sucesso desta obra, lançou Razão e Sensibilidade e Monstros Marinhos.